# Смілка херсонська
Смілка херсонська (Silene chersonensis) — вид квіткових рослин родини гвоздикових (Caryophyllaceae).

## Біоморфологічна характеристика
Це дворічна рослина 40–100 см заввишки.

## Поширення
Росте у Євразії від Румунії до Уралу.
В Україні вид росте у полиновому степу та на літоралі Чорного та Азовського морів — на півдні Степу